# Грб Бање Луке
Грб Бање Луке је званични симбол Бање Луке и постојан је у три нивоа — као основни или мали, средњи и велики грб.
Бања Лука има доста младу хералдичку историју, чији се почеци назиру у првој половини 20. вијека кад долази до првог неуспјелог покушаја успостављања градског хералдичког знамења. Град први пут добија званично знамење за вријеме Социјалистичке Југославије и оно опстаје све до 1992. године, кад Бања Лука у условима распада државе и рата у БиХ спроводи конкурс, на којем је изнађен нови грб града који је био званични симбол све до 2013. године. Тада је Уставни суд Републике Српске прогласио бањолучки грб неуставним због повреде принципа конститутивности народа и равноправности грађана, а Бања Лука почиње потрагу за новим грбом. Након четири неуспјела покушаја изналажења, почетком 2017. године град је усвојио нови тростепени грб, рад архитекте Драгомира Ацовића и Љубодрага Грујића.
Употреба грба Бање Луке је регулисана статутом града и посебним градским прописима који детаљно уређују и санкционишу употребу грба у различитим приликама и мјестима.

## Блазон
Грб Града Бања Лука користи се у три нивоа — као основни или мали, средњи и велики грб. Статутом Града Бања Лука, овај симбол града је дефинисан на начин представљен испод.

### Основни грб
Блазон основног грба:
| „ | На штиту, подијељено, горе у црвеном сребром и црним спојницама озидани камени бедем у чијем је средишту иста таква двоспратна кула лучно отворена пољем са по једним црно отвореним прозором на спратовима и са пирамидалним сребрним кровом са наглашеном стрехом, и са обје стране те куле са по једном сребрном мањом једноспратном кулом са по једним прозором отвореним црно и кровом као што је описано, а доље сребрно са плавим суоченим кљуновима два чамца — дајака из бокова штита; преко свега таласаста плава греда изнад истог таквог прута. | ” |

### Средњи грб
Блазон средњег грба:
| „ | На штиту, подијељено, горе у црвеном сребром и црним спојницама озидани камени бедем у чијем је средишту иста таква двоспратна кула лучно отворена пољем са по једним црно отвореним прозором на спратовима и са пирамидалним сребрним кровом са наглашеном стрехом, и са обје стране те куле са по једном сребрном мањом једноспратном кулом са по једним прозором отвореним црно и кровом као што је описано, а доље сребрно са плавим суоченим кљуновима два чамца — дајака из бокова штита; преко свега таласаста плава греда изнад истог таквог прута. Штит крунисан златном каменом озиданом бедемском круном са четири видљива мерлона и дијадемом. | ” |

### Велики грб
Блазон великог грба:
| „ | Средњи грб Града окружен чуварима, и то: десно природна фигура Петра Кочића, одјевеног у тамносиви реденгот према моди с почетка 20. вијека, а лијево природна фигура бана Светислава Милосављевића одјевеног у фрак са припадајућим одликовањима и лентом. Оба чувара држе природни дрвени јарбол окован златом са кога се у поље вије квадратни стег Републике Српске опшивен златним ресама (десно), односно Бање Луке (лијево). Стег Бање Луке истовјетне је садржине као штит основног грба. Копља оба стега овјенчана су златним трновим вијенцем. Постамент грба је руковијет златног лишћа дивљег кестена (Aesculus hippocastanum) преплетеног са зеленим лиснатим гранчицама липе (Tilia tomentosa). | ” |

## Употреба
Употреба и заштита грба Бање Луке је уређена Статутом Града и „Одлуком о употреби симбола Града Бања Лука”. Нормативни оквир за уређивање тематике градског грба представља „Закон о локалној самоуправи” Републике Српске који прописује да „[...] облик, садржај и употреба симбола уређују се статутом јединице локалне самоуправе у складу са законом”.
Према Одлуци о употреби, симболи Града не смију се оштећивати, нити употребљавати непримјерено, недолично, на начин који вријеђа јавни морал и достојанство грађана Бање Луке, и могу се употребљавати само у облику, са садржином и на начин предвиђен Статутом и Одлуком о употреби. За употребу је потребно одобрење надлежног органа и ниједан субјекат не може користити симболе Града, уколико му то није одобрено, на начин прописан Одлуком о употреби. Рјешењем којим се одобрава употреба симбола Града утврђује се, између осталог, и намјена, услов коришћења и рок важења, као и друга ограничења која одговарају употреби симбола Града у конкретном случају. О употреби симбола Града, за правна и физичка лица, као и за разне манифестације које се одвијају под покровитељством или у част Града, одлучују организационе јединице Градске управе Града сходно својој надлежности и дјелатностима које прате у оквиру свог дјелокруга рада.
Против овог рјешења града постоји могућност жалбе, која се подноси Градоначелнику у дефинисаном року у Одлуци. Такође, уколико се утврди да корисник издатог одобрења за употребу грба, употребљава исти супротно утврђеној намјени и условима из одобрења, надлежна јединица Градске управе која се бави надзором над примјеном Одлуке о употреби, може укинути акт којим је одобрено коришћење грба.
Изглед грба у сва три нивоа, за службену употребу ће бити дефинисан еталоном (изворником) израђеним на основу блазона из Статута. Еталон утврђује и прописује Градоначелник и чува га у свом Кабинету.
Забрањена је употреба грба ако је оштећен или је својим изгледом неподобан за употребу. Грб се може изузетно употријебити као саставни дио других амблема и грбова, односно знакова, и то само ако је у изворном облику и на начин којим се осигурава достојанство и углед града. Употреба грба Града Бања Лука у умјетничком стваралаштву и у васпитно-наставне сврхе слободна је, под условом да се не противи добром укусу, друштвеним и моралним нормама, хералдичкој пракси и традицији, Одлуци о употреби, те да не вријеђа углед Града Бања Лука.
Кад је о привредној активности ријеч, регулатива је ту усмјерена ка апсолутној забрани. Тако се грб града не може употребљавати као робни или услужни жиг, узорак или модел, нити као било који други знак за обиљежавање роба или услуга.

Кад је о службеној употреби грба ријеч, Одлука о употреби прописује сљедеће:
| „ | 1) Велики грб Града ознака је и симбол Града. 1. Велики грб истиче се на згради сједишта Градске управе и свим осталим зградама градске администрације, као и у просторијама гдје се одржавају сједнице Скупштине Града, у Кабинету градоначелника и у другим службеним просторијама по одлуци градоначелника. 1. Велики грб Града истиче се у посебно свечаним приликама када се истичу значај и традиције Града, односно када се репрезентује Град и обавезно се утискује, односно штампа на повељама, дипломама и другим јавним признањима које додјељује Град. 1. Велики грб Града истиче се на граници територије Града. 1. Средњи грб Града је и службени грб Градске управе Града и може се користити у редовним активностима свих органа Града. 1. Средњи грб Града користи се на предметима који се дају у репрезентативне сврхе. 1. Средњи грб Града користи се на меморандуму, коверти, званичној позивници, честитки, визиткарти које користе функционери Града. 1. Основни (Мали) грб Града је ознака и симбол Града, а користе га сви органи Градске управе за обиљежавање службених просторија и у службеној употреби. 1. Основни грб се користи: — у саставу образаца и јавних исправа, кад је то предвиђено законима, одлукама и другим прописима; — у саставу ознака на униформама службених лица Града, кад је то предвиђено законима, одлукама и другим прописима; — на званичним позивницама, честиткама и сл. које користе руководиоци одјељења и служби Градске управе; — на таблама са називима улица на територији Града; — у другим случајевима, ако његова употреба није у супротности са овом одлуком. | ” |

Грб може да се користи само у складу са хералдичком, вексилолошком и сфрагистичком праксом, а у Одлуци у употреби је детаљно прецизиран начин и правила како је дозвољено прописано приказивање грба у овом смислу. О спровођењу свих ових изнад наведених правила стара се Одјељење комуналне полиције Градске управе Града Бања Лука, које у случају кршења правила има право новчаног кажњавања преступника. Висина новчане казне је, у зависности о којем је прекршају ријеч, различито степенована и утврђена Одлуком о употреби.

## Историја

### Први покушај дефинисања
У Бањој Луци, слично већини насеља на подручју Балканског полуострва, због непостојања одговарајућег историјског или друштвеног и културног предуслова, није се примила и развила градска хералдичка пракса — све до 20. вијека. Први покушај дефинисања градског хералдичког знамења Бање Луке је предузет у првој половини 20. вијека, у периоду након уједињења Југославије и стварања Краљевине Срба, Хрвата и Словенаца. Ријеч је о приједлогу грба града хрватског хералдичара Виктора Антуна Дуишина који је израдила сликарка Вера Бојничић, иначе кћерка хрватског историчара и хералдичара Ивана Бојничића Книнског. Приједлог је доживио неуспјех и није никада озбиљније разматран. (сл. 1)
Приједлог грба састојао се од сљедећих елемената: основна секвенца боја/метала (плаво—бијело—црвено) која алудира на заставу Југославије, односно на пансловенске боје, таласаста греда као реминисценција на ријеку Врбас, утврђени град као алузија на Кастел (с наглашеном асоцијацијом на тврђаву у грбу Загреба), присуство полумјесеца и звијезде (као двојна алузија на грб Илирије и елемент који прати мотив тврђаве у грбу Загреба). Штит је барокне форме (иако она нема никаквог утемељења у локалној традицији), и бедемска круна чија је структура и конструкција изведена из пређашње угарске хералдичке норме за насељена мјеста. Премда неусвојен, овај приједлог грба је интересантан због неких својих елемената, који су остали актуелни и до данас.
Овај, као и други слични приједлози за муниципалне грбове у мјестима у којима хералдичка пракса није постојала, покренут је првенствено из политичких а не хералдичких разлога; био је дио ширег идеолошког интегративног подухвата након стварања заједничке југословенске државе, којим се покушавао превазићи и норматизовати друштвени раскорак и разлика која је постојала између територија и нација које су се нашле у заједничкој држави, па тако и у домену муниципалне хералдике, гдје је постојала више него очигледна разлика између територија са развијеном хералдичком праксом као што је Словенија, Хрватска или Војводина, и остатка државе гдје је ова пракса била готово непостојећа.

### Социјалистичка Југославија — први грб
Друга половина 20. вијека доноси прекретницу на плану званичног симболичког обиљежавања града. Формално-правни основ за доношење новог обиљежја је, као и у другим општинама широм социјалистичке Југославије, била статутарна одредба да „Општина има свој амблем”. И Бања Лука је донијела свој. (сл. 2) Тако је у члану 5. Статута Општине Бања Лука из 1974. године, за амблем општине дефинисано сљедеће:
| „ | Општина има свој амблем који симболише историјске и слободарске традиције града Бања Лука. Амблем општине Бања Лука представља зелено поље у облику штита оивичено траком бијеле боје, с тим што су бијелом бојом стилизовано представљени споменик палим борцима Босанске крајине у горњем дијелу, зидови старе тврђаве Кастел у средини и ријека Врбас у дну поља. Звијезда петокрака црвене боје налази се у горњем лијевом углу зеленог поља. | ” |

Карактеристика амблема донесених у овом периоду је актуелни дизајнерски приступ у дефинисању обиљежја, ахисторичност композиције и мотив употребе амблема — који није био репрезентативни, већ за својеврсну личну употребу. Хералдичар Драгомир Ацовић у својој валоризацији обиљежја Бање Луке из овог периода наводи:
| „ | [...] и његов садржај [амблема] је диктиран политичком демагогијом која почива на брисању историјског сјећања и наметања садашњости као неизбјежног модела будућности; та будућност не подразумијева ни индивидуална ни колективна сјећања, нити алтернативне правце развоја. Амблем је рађен изван хералдичких норми, мада је његов садржај уклопљен унутар штита. Постоје три амблематска мотива и двије амблематске боје/метала. Проблем је што је њихова интерпретација производ графизма чија је прва жртва препознатљивост. Тако се поједностављене контуре споменика, фрагмент обриса утврђења и таласи ријеке визуелно спајају у неку врсту криптичне шаре. To, само по себи, није погрешно, али јесте непродуктивно јер чак и оним темама које би могле бити елемент распознавања и поистовјећивања одузима идентитет. Тај је ефекат посебно наглашен нехералдичким приступом повезивања таласа и бордуре доњег дијела штита у једну визуелну цјелину. Избор зелене боје и сребра као метала није посебно образлаган, али је прилично једнозначно подразумијеван. | ” |

### Рат и пораће — од новог грба до одлуке суда
Драматичне промјене у домену муниципалне хералдике настале усљед распада Југославије и рата у БиХ, одразиле су се и на грб Бање Луке. Одражавајући природу конфликта, у којем су сви национални, вјерски и идеолошки спорови ријешени неком врстом хералдичког тријумфа побједничке стране у датој општини и граду, нови грб из 1992. године био је донијет унутар овог оквира. Наиме, наведене године је у поменутим условима расписан јавни конкурс за грб града. Премда ближи подаци о току и исходу овог конкурса — на којем је између осталог учествовало и Српско хералдичко друштво и Драгомир Ацовић са својим приједлогом тростепеног грба (сл. 3) — нису никад објављени, као коначни побједник се етаблирало рјешење које је уз мања дотјеривања и графичка прецизирања опстало као грб Града све до одлуке Уставног суда 2013. године. (сл. 4 до 7)

Тадашњим чланом 6. Статута Града Бања Лука, овај симбол града је био дефинисан на сљедећи начин:
| „ | Грб Града представља плаво поље, у облику штита, оивичено златном траком, са визуром Банског двора — у горњем дијелу, те листом кестена (симболом бањолучких алеја), Кастелом (Каструм) — старом римском тврђавом, у дну штита — стилизованом линијом ријеке Врбас. Средишњи дио грба симболизује темеље Саборне цркве, у бијелој боји, а у средини темеља је крст са оцилима, у црвеној боји. | ” |

Званични статус овог грба био је дефинисан Статутом Града из 2005. године, потом Одлукама о употреби симбола и имена Града Бања Лука из 2008, односно из 2010. године, те коначним усвајањем Књиге графичких стандарда 2011. године. Овим се чинило, без обзира на хералдички квалитет рјешења, да је питање коначног хералдичког представљања града као и његове употребе, заувијек ријешено — све до интервенције судске гране власти.

#### Одлука Уставног суда Републике Српске
Одлуком Уставног суда Босне и Херцеговине од 31. марта 2006. године по тужби Сулејмана Тихића, и уз укључивање Мухамеда Филиповића као формалног заступника тужбе, којом су проглашени неуставним, између осталог и, тадашњи грб Федерације БиХ и грб Републике Српске, питање територијалне хералдике је постало предмет интервенције судске власти. Непосредна посљедица судске праксе која је почела са овом пресудом је и пресуда Уставног суда Републике Српске од 20. фебруара 2013. године којом је грб Бање Луке из 1992. године проглашен неуставним.
Наиме, Клуб делегата из реда бошњачког народа у Вијећу народа РС је Уставном суду Републике Српске поднио иницијативу за оцјену уставности и законитости члана 6. Статута Града Бања Лука, прецизније ставова члана којима се специфично дефинише изглед симбола града. Подносилац је аргументовао да поменути ставови члана 6. нису у складу са члановима Устава Републике Српске, којима се утврђује принцип конститутивности и равноправности народа и грађана те недискриминације по било ком основу. Такође је аргументовао да спорни ставови члана градског статута нису у сагласности са чланом Закона о локалној самоуправи, којим је прописано да симбол изражава историјско, културно и природно насљеђе јединице локалне самоуправе.
Скупштина Града Бања Лука доставила је Уставном суду одговор у коме је цитирала одредбе члана Закона о локалној самоуправи, којима се регулише питање симбола, те је у вези с тим указивала на одредбу члана 118. оспореног статута, којим је прописано да је изглед симбола из спорног члана привременог карактера те да ће се утврдити посебном статутарном одлуком — након провођења законом прописаног поступка.

Као већ поменуто, на сједници одржаној 20. фебруара 2013. године, Уставни суд РС је утврдио да оспорени ставови члана 6. овог статута нису у сагласности са Уставом РС и Законом о локалној самоуправи. У својој одлуци суд је, између осталог, закључио сљедеће:
| „ | Имајући у виду да грб Града Бања Лука, на основу наведених уставних и законских одредби, треба да изражава историјско, културно и природно насљеђе свих грађана ове јединице локалне самоуправе, Суд је оцијенио да оспорене одредбе члана 6. ст. 2. и 3. Статута Града Бања Лука нису у сагласности са Уставом Републике Српске и Законом о локалној самоуправи. Наиме, грб Града Бања Лука је званични симбол ове јединице локалне самоуправе и као такав, по оцјени Суда, треба да буде прихватљив за све грађане те територијалне јединице, што је утврђено и наведеним одредбама Устава Републике Српске. Будући да је оспореним одредбама Статута прописано да средишњи дио грба симболизује темеље Саборне цркве, у бијелој боји, а да је у средини темеља крст, са оцилима, у црвеној боји, неспорно је, по оцјени Суда, да се ради о симболима који представљају културу, традицију и историјско насљеђе само српског народа, односно да се не ради о симболима са којима се могу идентификовати сви грађани који живе у овом граду. Сагласно изложеном Суд је оцијенио да су оспореним одредбама Статута Града Бања Лука повријеђени члан 5. став 1. ал. 1. и 2, те члан 10. Устава Републике Српске и члан 5. Закона о локалној самоуправи. | ” |

### Трагање за новим грбом
Пресудом уставног суда је отпочео процес тражења и изналажења новог грба за град Бању Луку. У садржинском аспекту, пресуда је суштински одредила његову будућност, чинећи темељ интерпретације и обима права сваког покушаја да се хералдички дефинише заједница. Прије него што је Бања Лука добила свој данашњи грб претходила су четири неуспјела покушаја његовог изналажења.
Први покушај дефинисања грба града након пресуде суда је урадила стручна комисија, коју је саставио тадашњи градоначелник Слободан Гаврановић. Комисија је свој рад отпочела брзо након пресуде суда, а приједлог изнијела љета 2013. године. Приједлог, који је градоначелник оцијенио као „најприхватљивије и најбезболније рјешење”, састојао се од готово истих елемената као претходни грб, с тим што су из њега избачени елементи које је суд означио као неуставне — крст са четири оцила и симболизовани темељи Саборне цркве, а умјесто њих унесен је лист кестена. (сл. 8) Због неслагања око приједлога унутар владајуће коалиције у Бањолучкој скупштини, овај приједлог је, у дану кад је требало о њему да се расправља, повучен са дневног реда, а истодобно је одлучено да се у реализацију пројекта градског грба иде преко јавног конкурса.
Јавни конкурс, а уједно и други покушај изналажења грба града, расписан је 15. јула 2013. године. На конкурс је стигло 30 радова, а посебно формирана Комисија за избор је прегледала и оцијенила, те градоначелнику предала онај за који мисли да је најадекватнији за грб града. Према процедури, након усаглашавања са градоначелником, приједлог је требало да иде пред одборнике у Скупштину, а ови ако усвоје приједлог, даље на јавну расправу. Но, до јавне расправе никада није дошло. Радови који су стигли на конкурс, као и онај који је Комисија предложила градоначелнику, никада нису обнародовани. На сједници Скупштине одржаној 28. новембра, на којој се расправљало о приједлогу за грб, градоначелник Гаврановић је у достављеном документу одборницима навео да не даје сагласност на достављени приједлог грба. Према његовим ријечима — предложено рјешење није садржавало довољно елемената по којима је Бања Лука препознатљива у БиХ, региону, па и шире, односно да Град има још симбола који је требало да буду уграђени у грб, по којима је овај град далеко препознатљивији широј заједници. На истој сједници је најављено и расписивање новог конкурса за грб града.

Трећи покушај реализације пројекта хералдичког знамења Бање Луке је покренут 23. децембра 2013. године, кад је расписан јавни конкурс са тим циљем. Конкурс је подразумијевао поштовање унапријед прописаних критеријума према којим предлог грба мора да одражава историјско, културно и природно насљеђе Града Бања Лука. Осим тога, како је навела предсједница Комисије за избор идејног рјешења изгледа грба:
| „ | Грб мора бити сачињен и описан по правилима хералдике. Облик и форма грба мора да омогућава технику штампања у више боја и да се грб, као симбол може користити за израду плакета, значки, јавних признања, сувенира, те се мора радити у двије варијанте — основној варијанти такозвани мали грб и проширеној варијанти или службеној средњи грб. | ” |

На конкурс је пристигло 47 радова, с тим што је Комисија одбацила 17, са образложењем да нису испуњавали горенаведене критеријуме. Од преосталих радова, према оцјени Комисије, најадекватнији за грб града је био рад дипломираног ликовног умјетника Драшка Бошњака (сл. 9 и 10), који је прихваћен на скупштини и отишао на јавну расправу.
 Блазон приједлога је сљедећи:
| „ | Основни/мали грб: основни грб Града је у облику штита — на којем доминира плава боја, оивичен је златном траком — са визуром Банског двора, на плавом, у самом врху штита, танком линијом означена је визура зграде Градске управе. У средишњем дијелу штита сребрена, каменом озидана тврђава Кастел, са три куле — пирамидалних кровова (златно): централна кула — са улазном капијом и два видљива прозора, постављена вертикално, у роду (хералдички) десно и лијево зидине изнад којих се налазе друге двије куле, са по једним прозором; испод — лист кестена, централно позициониран; лијево и десно у роду прамац дајака (симетрично постављени), у самом дну штита — стилизованом линијом (злато) симболично је приказана ријека Врбас. Средњи грб: средњи грб је истовјетан са основним грбом, с тим — да се изнад штита, налази златна бедемска круна са четири видљива мерлона; испод штита се налази плава лента (трака), са златним наличјем, на којој је исписан назив града БАЊА ЛУКА, на два писма — ћирилицом и латиницом, а испред и иза назива града, је лист кестена. | ” |

Начелно посматрано, конкурс је изњедрио велики број квалитетних приједлога (сл. 11 до 24), чији хералдички статус мање-више није био споран, али ненаклоњеност и неомиљеност радова код Бањолучана се састојала управо у томе што они нису садржавали оне симболе са којима се највећи дио њих примарно идентификује, а које је суд забранио. У том смислу, гледајући да што више заобиђу мотиве везане за српску националну симболику, предложена рјешења су се највише позабавила графизмом сродних бањолучких садржаја, највише се везујући за мотив кастела, ријеке, листа дивљег кестена и дајака. И тако, иако су таксативно задовољили све критеријуме конкурса, ниједан од понуђених радова није задовољио личне критеријуме Бањолучана. Ово се најбоље испољило у сљедећем покушају изналажења градског грба.

Наиме, након што је пропао и други покушај доласка до грба града путем јавног конкурса, тј. након што је повучен из јавне расправе, градоначелник је одлучио да посао повјери стручњацима, хералдичарима. У том смислу, хералдичарски двојац из Београда, Зоран Николић и Срђан Марловић — који је и на претходном конкурсу учествовао са својим радовима (сл. 25 до 32), предочио је Комисији за избор новог грба своја три приједлога, од којих је ова изабрала онај за који је мислила да је најбољи, те га прослиједила процедурално даље, да би потом био усвојен на скупштини и предат на јавну расправу. Приједлог Николића и Марловића је предвиђао грб у три степена — као основни или мали, средњи и велики. Износећи начелне мотиве свог приједлога аутори наводе:
| „ | Приједлог грба се ослања на историјско хералдичко насљеђе и културну баштину Града Бања Лука, истовремено настојећи да нови грб у потпуности задржи и садржај постојећег амблема Града, дајући му овај пут исправан хералдички третман. На тај начин ново знамење Бање Луке заснива се на већ постојећим симболима, који су сад пронашли адекватан и правилан хералдички израз, градећи тако јединствено и аутентично знамење. | ” |

Блазон малог грба је сљедећи (сл. 33):
| „ | Мали грб се састоји из црвеног штита на коме је сребрни стуб између два златна стубића споља назубљена грудобрански. | ” |

 Аутори су се у приједлогу одлучили за полукружни штит, „који је од XIX вијека прихваћен у нашој територијалној и муниципалној (градској) хералдици као општи тип”. Тематизујући елементе штита и њихову симболику, Марловић и Николић износе:
| „ | Тло (земља) — представља „луку”, тј. равницу поред ријеке, у којој је настао град, а која је као појам садржана и у његовом имену. У ширем контексту односи се на средњовјековне жупе Врбас и Земљаник (Земуник), као и Доње Краје — данашњу Крајину. Хералдичким појмом, тло је представљено пољем штита црвене боје, и означава земљу која даје живот (а самим тим указује и на људе, који су, везујући се за тло, постали живо ткиво Града и његова покретачка снага). Ријека (вода) — представља Врбас — као етимолошку одредницу у значењу имена Града (лука је равница поред ријеке), и као његову природну и географску константу. Врбас је најважнији природни елемент идентитета самог града. Хералдичким појмом, ријека је представљена сребрним стубом — који као ординарија (основна и најважнија хералдичка фигура) по правилу указују на старост и значај грбоносца. Зато се у хералдици тумачи као израз посебне части; означава снагу и храброст, постојаност и поузданост. Стуб уједно одражава и природни ток Врбаса, који тече од југа према сјеверу. Водене површине се на грбовима уобичајено изражавају тинктуром сребра (што је хералдички израз за бијелу боју). Насљеђе — представља цјелокупну материјалну и нематеријалну културно-историјску баштину Бање Луке, све оно што су генерације становника стварале кроз различите епохе постојања Града — од римске Castre и средњовјековних утврђења (Врбашког Града и castella Bagna Luca) до данас. Све те вриједности и тековине сублимиране су у зидовима, као симболичком и општем изразу градитељске дјелатности. С обзиром да се Град развио са обје стране Врбаса, зидови прате контуре њених обала. Дати су у златној боји, чиме је наглашена непроцјењива вриједност културно-историјског насљеђа Бање Луке (тврђава Кастел, Банска управа и Бански двор, Саборна црква Христа Спаситеља, Народно позориште, Соколски дом, Хипотекарна банка, Сат-кула, Ферхатпашина џамија, Етнографски музеј, Градски парк итд.). У композиционом смислу узор је крајишка народна ношња — бијела кошуља испод јечерме (прслука) од црвене чохе са гајтанима и токама од златних пуцади. | ” |

Што се тиче средњег грба (сл. 34), приједлог аутора се састојао у сљедећем:
| „ | Блазон средњег грба: средњи грб се састоји из описаног штита, на коме је златна зидна круна са четири мерлона, са златном дијадемом украшеном драгим камењем и бисерима. Бројем мерлона је изражен број становника Бање Луке у односу на укупан број грађана Републике Српске (за грбове градове преко 100.000 становника предвиђене су зидне круне са 4 мерлона). У приједлогу Средњег грба зидна круна стоји на златној дијадеми украшеној драгим камењем (рубинима, сафирима, смарагдима) и бисерима, што указује на статус Града као сједишта ентитетских институција. | ” |

Николић и Марловић у свом приједлогу великог грба (сл. 35) — његовом блазону и симболици — изнијели су сљедећи приједлог:
| „ | Блазон великог грба: велики грб се састоји из описаног штита, на коме је златна зидна круна са четири мерлона, са златном дијадемом украшеном драгим камењем и бисерима; постављен између два сребрна бика, који држе штит стојећи на златној грани кестена у роду, испод које је сребрна лента златног наличја на којој пише СЛАВНА И СВЕТА. Симболика чувара штита: У општој симболици бик је израз покретачке снаге, истрајности и неустрашивости. На простору Змијања и Крајине он је дио и специфичне народне традиције — све значајне прославе и народни сабори почињу или се завршавају борбом бикова. Та борба бикова је Кочићевом приповијетком Јаблан уздигнута на једну вишу, општу и симболичку раван вјечне борбе добра и зла, у којој се пресликава и историјска тежња нашег народа за слободом. У домаћој хералдици бик је присутан још од средњег вијека — бивољи рогови или глава бика чест су хералдички мотив на челенкама или штитовима нашег средњовјековног племства. Употреба бикова као чувара штита у приједлогу Великог грба Бање Луке утемељена је на њиховом симболичком значењу (Јаблан у Кочићевој приповијеци), народној традицији (борбе бикова у Крајини) и хералдичком насљеђу (грбови домаће властеле). Чувари штита су сребрни, јер се тим металом у хералдици изражава принцип мира, добра, истине и чистоте. Симболика златне гране кестена: У другој половини XIX вијека у Бањој Луци засађени су дрвореди са хиљадама стабала дивљег кестена, платана и липа, који су јој дали и данас препознатљиво лице, чинећи је најзеленијим градом ондашње Босне. Садња дрвореда је започела још 1882. и већ за пар година засађено је 17 km алеја са преко 4.700 стабала, међу којим преовладава дивљи кестен — који се као дио природног насљеђа налази и у постојећем градском амблему. У симболичком смислу, кестен представља укоријењеност у тло и животну снагу која се увијек изнова обнавља (лишће опада, али дрво поново озелени и рађа плодове — кестен је родно дрво), при чему смјена годишњих доба представља смјену нараштаја, а уједно одражава и судбину града кроз његове различите историјске епохе. Приједлог грба прихвата постојећи симбол Бање Луке и у складу са хералдичким правилима и стандардима, у виду родне гране (како се у хералдици назива грана са плодовима), даје му мјесто у подножју штита. Симболика ленте са мотом: Уобичајено је да велики грб садржи мото (крилатицу), који грбоносца ријечима подсјећа на вриједности које су му животна водиља. Тако се грб употпуњује и заокружује у јединствену смисаону цјелину. СЛАВНА И СВЕТА су ријечи из стихова којим је Јован Дучић опјевао ријеку Врбас, указујући на њен значај и вриједност за Град чији је она трајни симбол. | ” |

Кад је ријеч о бојама коришћеним при изради приједлога, како наводе два хералдичара — „предложени (мали) грб Бање Луке се наслања на тинктуре (хералдичке боје) грбова нашег средњовјековног племства, чувајући на тај начин основни хералдички континуитет, који је симболичка потврда историјског трајања Града. То су хералдички метали златна (у хералдици означава славу, мудрост, постојаност и вјеру) и сребрна (означава чистоту, истину, мир и радост) и хералдички емајл црвена (означава храброст, великодушност, снагу и срећу). Те најчешће тинктуре на породичним грбовима наше властеле су уједно и три најприсутније боје на етнографским мотивима и народној ношњи Крајине”. Двојац је предложио и заставу за Град, као грбовну заставу — која је као таква истовјетна садржају грба пренесеном на правоугаону основу у односу 3:4. (сл. 36)
Као напоменуто, слично претходном приједлогу са конкурса, овај приједлог градског грба није из истих разлога као и претходни приједлози задобио симпатије Бањолучана — како грађана, тако и њихових политичких представника. Само је сада противљење било још израженије и очитије него у претходном случају. Приједлог грба је био хералдички савршено исправан, готово сасвим историјски и национално неутралан, графички беспријекоран, и тиме испуњавао све услове који су од аутора у формалном смислу тражене. Критика зашто је овакав грб неприхватљив, није долазила са становишта прописаних критеријума конкурса, него управо што грб није садржавао националне симболе са којима се Бањолучани поистовјећују (а који са стране захтјева конкурса нису ни постављени ауторима као услов). Из наведених разлога скупштина града је на седници 23. јула 2015. године једногласно одбила Николићев и Марловићев приједлог за грб града.

### Нови грб града
Како је почела да протиче и четврта година откако је суд прогласио грб неуставним, те након два пропала конкурса и четири приједлога за грб града, новоизабрани градоначелник Игор Радојичић је одлучио да се за решење овог питања обрати хералдичару Драгомиру Ацовићу, према његовом наводу „човјеку који има најбогатије професионално искуство на овим просторима са којим смо радили кад је било проблема питања грба Републике Српске [...]”, а у том смислу је формирао и стручну комисију која је требало да помогне у припреми приједлога — састављену од чланова: Зоран Бановић, професор Академије умјетности; Зоран Пејашиновић, историчар и директор Гимназије Бања Лука; Миленко Станковић, професор Архитектонско-грађевинско-геодетског факултета; Боривоје Милошевић, доцент на катедри историје Филозофског факултета; Бојан Стојнић, историчар и директор Архива Републике Српске; и Маја Додиг, професорка Архитектонско-грађевинско-геодетског факултета.
Што се тиче критеријума за израду градског грба прописиваних од стране града, они се нису битније мијењали од оних од прије четири године, утврђених након пресуде суда. Критеријуми су били дефинисани званично — „Смјерницама за израду идејног рјешења грба Града Бања Лука”.{{напомена|СМЈЕРНИЦЕ ЗА ИЗРАДУ ИДЕЈНОГ РЈЕШЕЊА ГРБА ГРАДА БАЊА ЛУКА
1. Општи критериј за обиљежје Града Бања Лука садржан је у Статуту Града

Бања Лука
Чл. 2. Статута:
„Град Бања Лука је територијална јединица локалне самоуправе (у даљем тексту Град), у којој грађани задовољавају своје потребе и учествују у остваривању заједничких и општих интереса, непосредно и преко демократских изабраних представника. Град Бања Лука, има надлежности које су законом додијељене
Општини.”
Чл. 6. Статута:
„Град има симбол — грб и заставу, који симболишу историјско, културно и природно насљеђе Бање Луке.”
1. Релевантни налази из Одлуке Уставног суда Републике Српске у предмету У-

30/10 од 20. фебруара 2013. године у вези са Грбом Бање Луке, као битан фактор код избора идејног рјешења новог Грба:
„Имајући у виду да Грб Града Бања Лука, на основу наведених уставних и законских одредби, треба да изражава историјско, културно и природно насљеђе свих грађана ове јединице локалне самоуправе, Суд је оцијенио да оспорене одредбе члана 6. ст. 2 и 3. Статута Града Бања Лука нису у сагласности са Уставом Републике
Српске и Законом о локалној самоуправи. Наиме, Грб Града Бања Лука је званичан симбол ове јединице локалне самоуправе и као такав, по оцјени Суда, треба да буде прихватљив за све грађане те територијалне јединице, што је утврђено и наведеним одредбама Устава Републике Српске. Будући да је оспореним одредбама Статута прописано да средишњи дио Грба симболизује темеље Саборне цркве, у бијелој боји, а да је у средини темеља крст, са оцилима, у црвеној боји, непосредно је по оцјени
Суда, да се ради о симболима који представљају културу, традицију и историјско насљеђе само српског народа, односно да се не ради о симболима са којима се могу идентификовати сви грађани који живе у овом граду. Сагласно изложеном Суд је оцијенио да су оспореним одредбама Статута Града Бања Лука повријеђени члан 5. став 1 ал. 1. и 2, те члан 10. Устава Републике Српске и члан 5. Закона о локалној самоуправи.”
Захтијевани елементи садржаја Грба:
А. Општи елементи — структура Грба
„Грб обавезно мора садржати „ШТИТ”, као есенцијални елеменат. Број, распоред и садржај поља на штиту морају задовољавати правила традиционалне хералдике, а садржај штита бити у складу са захтјевом из тачке Б.
Грб може, али не мора, садржавати траку и име у траци (било у горњем, било у доњем дијелу грба) при чему се искључиво мисли на име: „-{БАЊА ЛУКА/ BANJA
LUKA}-”. Положај и тип слова су предмет умјетничког избора.
Грб не мора садржати „кацигу”, присутну у традиционалним грбовима, али може садржавати „челенку” тј. другу хералдичку форму изнад штита.
Грб не мора, али може, садржавати традиционалну хералдичку драперију.
Грб може садржавати чуваре штита.
Б. Посебни елементи садржаја Грба
Сљедећи елементи могу бити садржани у Грбу Града Бања Лука:
— Амблем Републике Српске (Закон о Амблему Републике Српске „Службени гласник Републике Српске” број 49/07),
— Застава Републике Српске (Уставни закон о застави, грбу и химни Републике
Српске, „Службени гласник Републике Српске” број 19/92) или распоред боја
Заставе, не као самостални и једини садржај Грба, али као могући елемент,
— Садашњи Грб Града Бања Лука, али измијењен у складу са Одлуком Уставног суда Републике Српске у предмету У-30/10,
— Елементи садашњег Грба Града Бања Лука, појединачно или више њих, комбиновани са другим елементима, који би били укомпоновани у складу са правилима традиционалне хералдике, уважавајући Одлуку Уставног суда
Републике Српске,
— Елементи присутни у ранијим грбовима Бање Луке,
Као додатни елементи могу се појавити карактеристични историјски објекти
(нпр. Кастел, Бански двор, зграда Градске управе, и сл.), природне љепоте и карактеристични објекти или примјерци флоре и фауне, присутне у и око
Бање Луке (нпр. ријека Врбас и мотив ријеке, дајак чамац, кестен, липа, карактеристична фауна и сл.).}} На основу критеријума, Драгомир Ацовић је направио листу могућих хералдичких мотива који би могли да дођу у обзир за приједлог грба, те се, што се тиче мотива у штиту (основног) грба одлучио за мотив Кастела, реке и дајак-чамца, образлажући да су односни мотиви као такви већ директно апострофирани као преферентни мотиви за хералдичку интерпретацију града. Кад је о графичком аспекту наведених елемената штита ријеч, Ацовић износи:
| „ | Кастел, ријека (ријеке), и дајак-чамац директно су апострофирани као преферентни мотиви за хералдичку интерпретацију. Стога је оптимални садржај хералдичког штита у највећој мјери предефинисан, јер хералдика не подноси нагомилавање мотива нити њихово превелико графичко дефинисање које би се, нужно, у случају неопходне редукције грба свело на непрепознатљиви детаљ. Из тог става слиједи закључак да све три обавезна елемента морају имати акценат на препознатљивом идентификационом акценту: код Кастела, то су ниски и развучени бедеми, четвртасте куле и пирамидални кровови, код ријеке (ријека) то су таласи, код дајак-чамаца карактеристични и декоративни правци (кљунови). [...] | ” |

Композиција боја је, имајући у виду да је садржај грба био предодређен, била главно спорно питање које је требало ријешити, а и због којег је расписивач и дао позив за изналажење рјешења грба. Према Ацовићу, обазирући се на пресуду суда, као и на општи политички контекст у којем се трагало за грбом, једине двије боје — црвена и плава, и оба метала, били су прихватљиви за све у датим околностима. И то у редослиједу као на застави Републике Српске, односно у ширем смислу пансловенских боја — имајући у виду да све три конститутивна народа имају заједнички словенски супстрат. Остале хералдичке боје, као црна или зелена, према Ацовићу нису биле прихватљиве због конфесионалних преференци или предрасуда, тј. због преференције једне нације, пурпурна је у начелу свима била сумњива због свог идеолошког потенцијала, док су крзна неприхватљива због нејасних инференци у погледу амблематског или тотемског поимања звијери чије је крзно. Приједлог грба са бојама и редослиједом заставе Српске је касније прихваћен од стране комисије и даље скупштине и као такав отишао у јавну расправу.
Током израде грба Ацовић је разматрао уношење још фигура, осим наведене три, у штит — и то дајак-мотке са карактеристичном „штицом”, старе „босанске” круне која припада регалијама истовјетним са првом гарнитуром регалија краља Стефана Првовенчаног, листа или листова кестена или липе, те фигуре из фауне као што је јазавац. Од прве се одустало због тешке препознатљивости и опасности да у свакој димензионално редукованој примјени грба постане невидљива или поистовијећена са грешком; од „босанске” круне због могућне негативне перцепције код припадника једног од конститутивних народа; од листа кестена или липе због опасности од хералдичког плеоназма, имајући у виду да се ова фигура појављује у приједлогу великог грба; док се од јазавца, слично и код дајак-мотке, одустало због могућности нераспознавања при умањењу (посебно ако фигура није приказана „у пролазу”, већ пропет или сједећи јазавац). Такође је разматрано и смањивање, односно повећавање броја боја и метала у грбу, од једне боје и једног метала до увођења и другог метала (злата, које се приказује жутом бојом). Од потоњег се одустало због својеврсне колористичке агресије до које би дошло на вишим нивоима грба, јер су и они сами доста колористички разноврсни. (сл. 37 до 40)

Што се тиче модела штита, током консултација са аутором је изражена жеља да форма штита буде барокна. Оваква форма је посебно естетски повољно утицала на изглед великог грба, имајући у виду својеврсну нормирану статичност композиције. Имајући све ово у виду, овај Ацовићев приједлог основног грба је, уз једногласну подршку Комисије, отишао на јавну расправу — и напосљетку, без икаквих измјена, усвојен као званични основни грб града. (сл. 41) Блазон приједлога је сљедећи:
| „ | Штит барокне форме подијељен, горе у црвеном сребром и црним спојницама озидани камени бедем у чијем је средишту иста таква двоспратна кула лучно отворена пољем са по једним црно отвореним прозором на спратовима и са пирамидалним сребрним кровом са наглашеном стрехом, и са обје стране те куле са по једном сребрном мањом једноспратном кулом са по једним прозором отвореним црно и кровом као што је описано, а доље сребрно са плавим суоченим кљуновима два чамца-дајака из бокова штита; преко свега таласаста плава греда изнад истог таквог прута. | ” |

На нивоу средњег грба се могућност проширења симболичког репертоара отворила дјелимично у оквиру хералдичких норми и то: посредством бедемске круне, која обиљежава хијерархијски ранг и популациону величину титулара, и посредством флоралног вијенца, као ближе визуелне и алудивне одреднице титулара. Ацовићев приједлог средњег грба се у том смислу прије свега заузимао за проширење у овом првом елементу — бедемској круни. Предложена је златна бедемска круна са четири видљива мерлона, а имајући у виду величину града и чињеницу да је Бања Лука средиште готово свих ентитетских, културних, судских, привредних и других структура Републике Српске, и златна дијадема којом се ово симболише. Главнина приједлога се састојала у интеграцији источне историјске фасаде Банског двора са круном. Наиме, како наводи Ацовић:
| „ | Апострофирање зграде Банских Деора, као битног споменика израстања Бање Луке у урбани и политички центар већ је било присутно у неким од претходних периода градске хералдичке историје, махом у виду стилизованог кровног вијенца као горње ивице хералдичког штита. To је оцијењено као недостатно из естетских, хералдичких, па и симболичких разлога, па је рјешење тражено у директном цитирању фасаде Двора. Оцијењено је да је, по моделу грба Бијељине, то најбоље учинити интегрисањем историјске источне фасаде Двора са мерлонском бедемском круном. | ” |

Ацовић је скицирао и алтернативне могућности средњег грба које би садржавале флорални вијенац, траку са називом града и др. (сл. 42), но ови приједлози нису били дио званичног приједлога за средњи грб, који је усвојен на скупштини и изнијет пред јавност. (сл. 43) Блазон приједлога средњег грба је сљедећи:
| „ | Подијељено, горе у црвеном сребром и црним спојницама озидани камени бедем у чијем је средишту иста таква двоспратна кула лучно отворена пољем са по једним црно отвореним прозором на спратовима и са пирамидалним сребрним кровом са наглашеном стрехом, и са обје стране те куле са по једном сребрном мањом једноспратном кулом са по једним прозором отвореним црно и кровом као што је описано, а доље сребрно са плавим суоченим кљуновима два чамца-дајака из бокова штита; преко свега таласаста плава греда изнад истог таквог прута. Штит је крунисан златном каменом озиданом бедемском круном са четири видљива мерлона и дијадемом, на чијем је фронталном сегменту приказана иста таква историјска западна фасада Банског двора. Испод штита исписано је сивим словима . | ” |

Кад је о великом грбу ријеч, питање чувара (људске и митолошке фигуре) и држача (фауна, химере и флора) штита, било је главно питање на које је требало наћи одговор, имајући у виду да ове хералдичке фигуре ближе одређују причу коју грб као симбол приповиједа и читавој хералдичкој композицији дају додатни церемонијални и историјски контекст. Драгомир Ацовић се у том смислу одлучио на сљедеће парове чувара и држача, као и на њихов положај у грбу:
- Чувари: историјски ликови Петра Кочића и Светислава Милосављевића, с тим што је њихова преферентна узајамна диспозиција да Кочићу припада десна, државна страна, а Милосављевићу лева, градска страна;[100]
- Држачи: 1) пар пропетих вукова са сљедећим секундарним атрибутима: природни, сиви, црвени, црни, плави, сребрни, златни (са припадајућим терцијарним атрибутима оружања и језика); 2) комбиновани пар: пропети вук и пропети (или сједећи) јазавац; у погледу секундарних атрибута вука као у претходном случају, а код јазавца једино долази у обзир природна боја, с тим што је узајамна преферентна диспозиција да јазавцу припада државна, а вуку градска страна.[100]

Како наводи хералдичар, стилизација чувара штита (природних ликова Кочића и Милосављевића) урађена је по сљедећем моделу:
| „ | Лица су упрошћен приказ по фотографији (Петар Кочић), односно према фотографији и сликаном портрету Ш. Боцарића (Светислав Милосављевић); Стас је морао бити нивелисан према потребама композиције, невезано за стварне пропорције или компаративне анатомске разлике између чувара; тај феномен је чест у хералдици, и односи се и на фигуре држача код којих се не може пратити природна диференцијација по величини; Одећа је прилагођена амблематској функцији лика: Петар Кочић као припадник грађанског сталежа у настајању, одјевен према друштвеном хабитусу на преласку вијекова, а Светислав Милосављевић као високи државни функционер, у фраку и са одликовањима као сведочанству заслужне војне и цивилне каријере. | ” |

Имајући све ово у виду, Ацовић и уметник Љубодраг Грујић су израдили три варијанте великог грба, у зависности ко су чувари тј. држачи штита. (сл. 44 до 46) Прва од ове три варијанте је, у нешто измијењеном облику, прихваћена као званични приједлог великог грба града и као таква отишла на јавну расправу. (сл. 47) Блазон овог званичног приједлога је сљедећи:
| „ | Средњи грб Бање Луке окружен чуварима, и то — десно природна фигура Петра Кочића одјевеног у тамносиви реденгот према моди с почетка 20. вијека, иза чијих ногу је природна представа јазавца у ходу налијево, а лијево природна фигура бана Светислава Милосављевића одјевеног у фрак са припадајућим одликовањима и лентом. Оба чувара држе природни дрвени јарбол окован златом са кога се у поље вије квадратни стег Републике Српске опшивен златним ресама (десно), односно Бање Луке (лијево). Стег Бање Луке истовјетне је садржине као штит основног грба. Копља оба стега овјенчана су златним трновим вијенцем. Постамент грба је руковијет златног лишћа дивљег кестена (Aesculus hypocastaneum), са бијелом траком исписаном црним словима . | ” |

Овако изнад дефинисан грб града у три нивоа је, како је већ напоменуто, након једногласног одобравања стручне комисије, изгласан и на скупштини те упућен на јавну расправу. Градоначелник Бање Луке Игор Радојичић се, у жељи да приједлог буде прихваћен од јавности, обратио грађанима у отвореном писму у Независним новинама и Гласу Српске, изразивши властиту подршку. На сједници Бањолучке скупштине одржаној 20. јула 2017. године, Ацовићев и Грујићев приједлог за грб града је и усвојен као званични грб — чиме је Бања Лука након четири године формалног непостојања градског хералдичког знамења, добила нови грб. Но, грб није усвојен у оригиналној верзији како је упућен на јавну расправу, већ је дошло до незнатних измјена на средњем и великом нивоу новог грба — са бедемске круне у средњем грбу је уклоњена фасада Банског двора, док је из великог грба уклоњена фигура јазавца у позадини Петра Кочића, те из постамента избрисана лента и назив града, а унесена фигура лишћа липе, укомбинована са лишћем кестена. Нешто мање од два месеца након усвајања грба, усвојена је и „Одлука о употреби симбола града”, која представља окосницу правила употребе и заштите градског знамења.

## Галерија

### Стари грб града од 1992. до 2013.
- 5. Стари грб са називом града у дну штита[108][109]
- 6. Стари грб у црно-бијелој варијанти[108]
- 7. Изглед старе заставе Бање Луке[108]

### Други конкурс за грб града
- 9. Приједлог основног грба Драшка Бошњака
- 11. Неки од радова са другог конкурса за грб града; радови су били изложени у Великом изложбеном салону Банског двора[110][111]
- 12.
- 13.
- 14.
- 15.
- 16.
- 17.
- 18.
- 19.
- 20.
- 21.
- 22.
- 23.
- 24.

#### Приједлози Срђана Марловића и Зорана Николића
- 25. Приједлози Срђана Марловића и Зорана Николића на другом конкурсу за грб града;[59] овај рад је касније био званични приједлог за грб града 2015. године
- 26.
- 27.
- 28.
- 29.
- 30.
- 31.
- 32.

### Приједлог Драгомира Ацовића и Љубодрага Грујића
- 37. Хералдички огледи Драгомира Ацовића и Љубодрага Грујића настали приликом израде грба и испитивања различитих комбинација боја и елемената у штиту; ради лакшег сагледавања потенцијала, огледи су вршени на најједноставнијем и традиционалном моделу варјашког штита[112]
- 38. Уношење још двије фигуре у грб: „босанска круна” и дајак-мотка са „штицом” као додатни елементи грба
- 39. Комбиновање једне боје (црвена) и једног метала (сребро), приказаног бијелом бојом
- 40.
- 42. Алтернативни неприхваћени приједлог за средњи грб града, са државним и градским стегом и лентом[99]
- 44. Три варијанте предложене за велики грб града које је израдио ауторски двојац[103]
- 45.
- 46.
- 48. Нова застава/стег града; садржај заставе је истовјетан садржају штита основног грба[113]